# 鹿島町 (佐賀県)
鹿島町（かしままち）は、佐賀県藤津郡にあった町。

## 歴史
- 1889年（明治22年）4月1日 - 町村制の施行により、高津原村、重ノ木村、納富分村が合併し、南鹿島村が発足。
- 1912年（大正元年）12月1日 - 南鹿島村が町制施行し、鹿島町と改称。
- 1954年（昭和29年）4月1日 - 藤津郡能古見村、浜町、鹿島村、古枝村と合併し鹿島市を新設して消滅。

## 首長
村長
- 井原喜代太郎：1893年5月 - 1895年2月

## 関連文献
- 鹿島町小志（鹿島町、1922年） - Google ブックス